# Cully (Calvados)
Cully település Franciaországban, Calvados megyében. Lakosainak száma 157 fő (2018. január 1.). Cully Coulombs, Le Fresne-Camilly, Lantheuil, Sainte-Croix-Grand-Tonne, Saint-Gabriel-Brécy, Secqueville-en-Bessin, Ponts sur Seulles és Rots községekkel határos.

## Népesség
A település népességének változása:
| Lakosok száma | 140  | 141  | 170  | 181  | 172  | 174  | 192  | 197  | 212  | 157  |
|               | 1968 | 1975 | 1982 | 1990 | 1999 | 2011 | 2013 | 2015 | 2017 | 2018 |